# Glyptothorax indicus
Glyptothorax indicus är en fiskart som beskrevs av Talwar, 1991. Glyptothorax indicus ingår i släktet Glyptothorax och familjen Sisoridae. IUCN kategoriserar arten globalt som livskraftig. Inga underarter finns listade i Catalogue of Life.